# Євген Самученко
Євген Самученко (творче псевдо «Q-lieb-in»; нар. 15 квітня 1977 м. Одеса) — український тревел-фотограф, фотохудожник. Член Міжнародної федерації фотомистецтва (AFIAP, 2016; EFIAP, 2019), Глобальної асоціації фотографії Китаю (2019), Української асоціації професійних фотографів (2017).

## Життєпис
Зацікавився плівковою фотографією у 12 років, від 2012 — цифровою. Роботи публікувалися в The New York Times, The Times, CNN, N-Photo, Bruckmann Publisher, National Geographic, Story Terrace, BBC, BuzzFeed, на офіційному вебсайтах ЮНЕСКО та Nikon. Провів понад 60 майстер-класів та воркшопів.
Співавтор фотокниги «The Beauty of Ukraine» (2022, teNeues Verlag, Німеччина; англійська, німецька та українська мови), яка включена до фонду Стенфордської бібліотеки (2023) та ввійшла до топ 10 кращих тревел-книг за версією Дейлі телеграф.
Суддя міжнародних фотоконкурсів.

## Виставки

### Персональні виставки
- 2020 — На Рожевій планеті, Херсонська обласна універсальна наукова бібліотека імені Олеся Гончара, Херсон[2];
- 2018 — Одного разу на Марсі, Колката, Індія[2];
- 2017 — Одного разу на Марсі, Київська Школа Фотографії, м. Київ[2];
- 2017 — Одного разу на Марсі, галерея «Дзига», м. Львів[2].

### Спільні виставки
- 2022 — Earth Photo 2022, Royal Geographical Society, Лондон, Велика Британія[2];
- 2022 — NFT виставка на LED-екранах на Таймс-Сквер, Нью Йорк, США[9];
- 2022 — World Masters of Photography exhibition — Lik Академія Фотографії та Дизайну, Відень, Австрія[2];
- 2022 — Travel Photographer of the Year exhibition, Лондон, Велика Британія[2];
- 2019 — виставка переможців Nature Photographer of the Year, Нідерланди[2].

### Музейні експозиції
- 2022 — Museum of Gloucester, Велика Британія[2];
- 2022 — FMOPA Museum, США[2];
- 2022 — MEAA Museum, Велика Британія[2];
- 2021 — міський музей мистецтва «Sakura», Японія[2];
- 2021 — Ward Museum, США[2];
- 2021 — Музеї науки та промисловості, Манчестер, Велика Британія[2];
- 2020 — Музей транспорту та технологій, Окленд, Нова Зеландія[2];
- 2019 — Музей науки, Лондон, Великобританія[2];
- 2017 — Пархомівський історико-мистецький музей, Харківська область[2];
- 2016 — National Watch and Clock Museum, Колумбія, США[2];
- 2014 — Одеський національний художній музей, Одеса[2].

## Нагороди
- чотири золотих медалі FIAP[1];
- 7 золотих медалей HIPA[2];
- срібна медаль Life Press Photo та HIPA Merit medal[1];
- 2022 — I місце в категорії «Фотожурналізм», World Master of Photography Award Trophy, Відень, Австрія[2];
- 2022 — висока оцінка, категорія «Пейзажі та пригоди», Travel Photographer of the Year[2];
- 2021 — гранпрі, New York Center for Photographic Art Photo Contest, США[2];
- 2021 — гранпрі, Samyang Photo Contest[2];
- 2019 — II місце, Нічна категорія, Travel Photographer of the Year[2];
- 2019 — III місце, Ландшафтна категорія, Nature Photographer of the Year[2];
- 2019 — кубок HIPA, III місце, категорія Портфоліо, HIPA Awards[2];
- 2020 — шортлист міжнародного конкурсу Sony World Photo Awards[10];
- 2020 — шортлист міжнародного конкурсу International Mountain, Nature and Adventure Photo Contest[11];
- 2014 — 5-те та 7-ме місця в топ 10 найкращих світлин року[12] та перемога в номінації «Найкраще фото Черкаської області»[13] міжнародного конкурсу «Вікі любить пам'ятки»;
- 2015 — 5-те, 6-те та 8-ме місця в спецномінації «Освітлинимо безсвітлинні» міжнародного конкурсу «Вікі любить Землю»[14];
- 2016 — перемога в номінації «Найкраще фото Черкаської області» міжнародного конкурсу «Вікі любить Землю»[15].

## Галерея

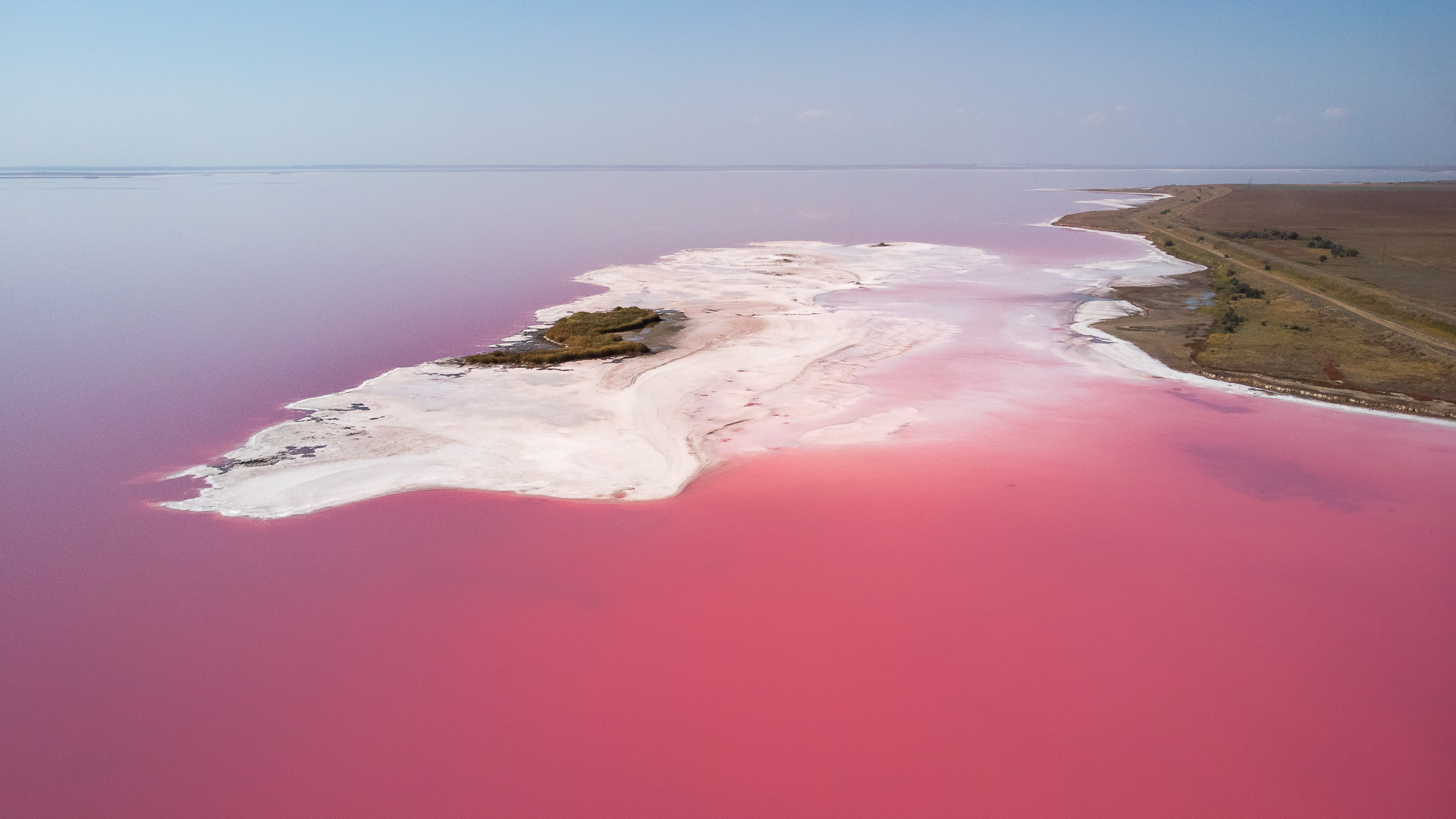
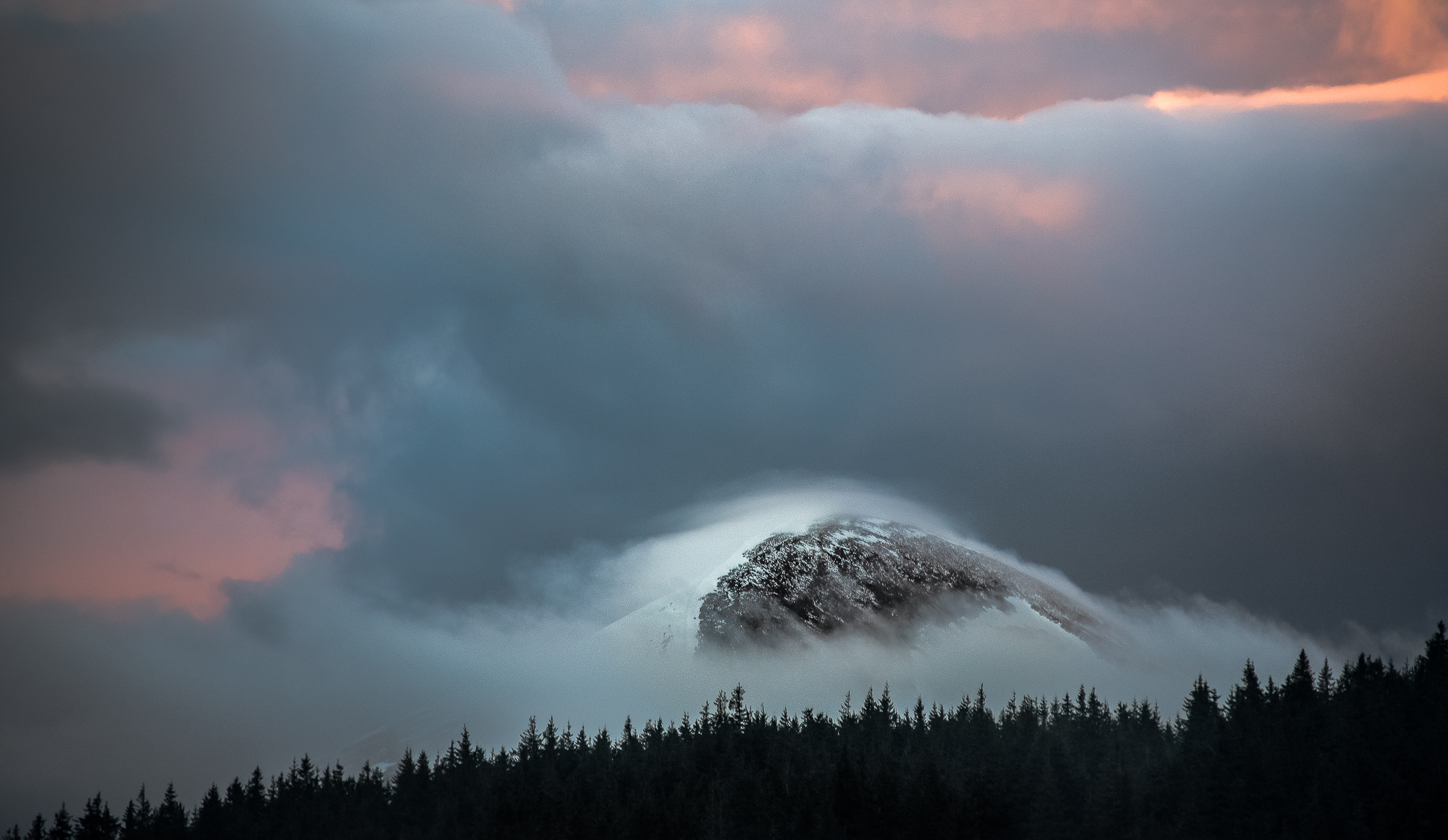
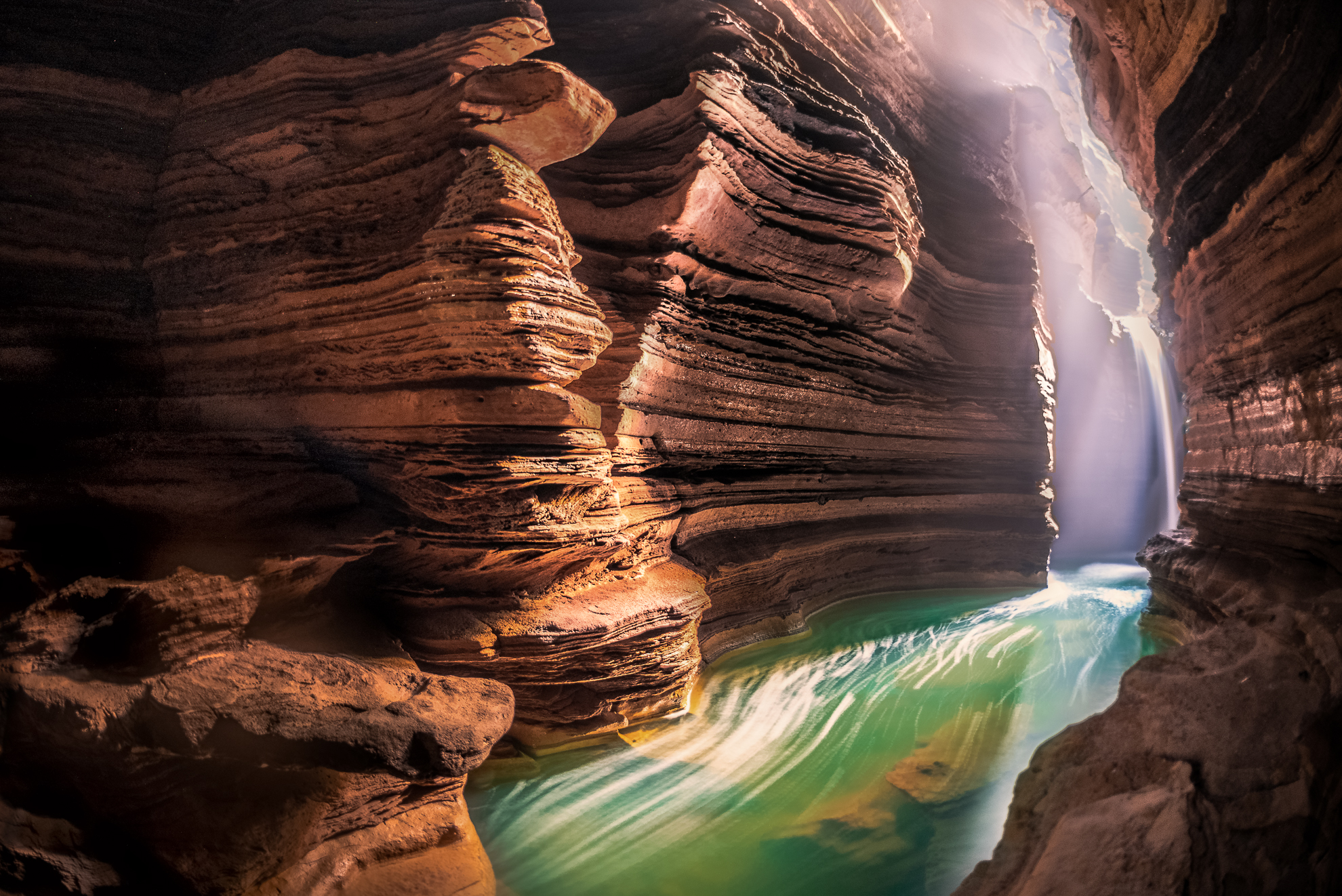
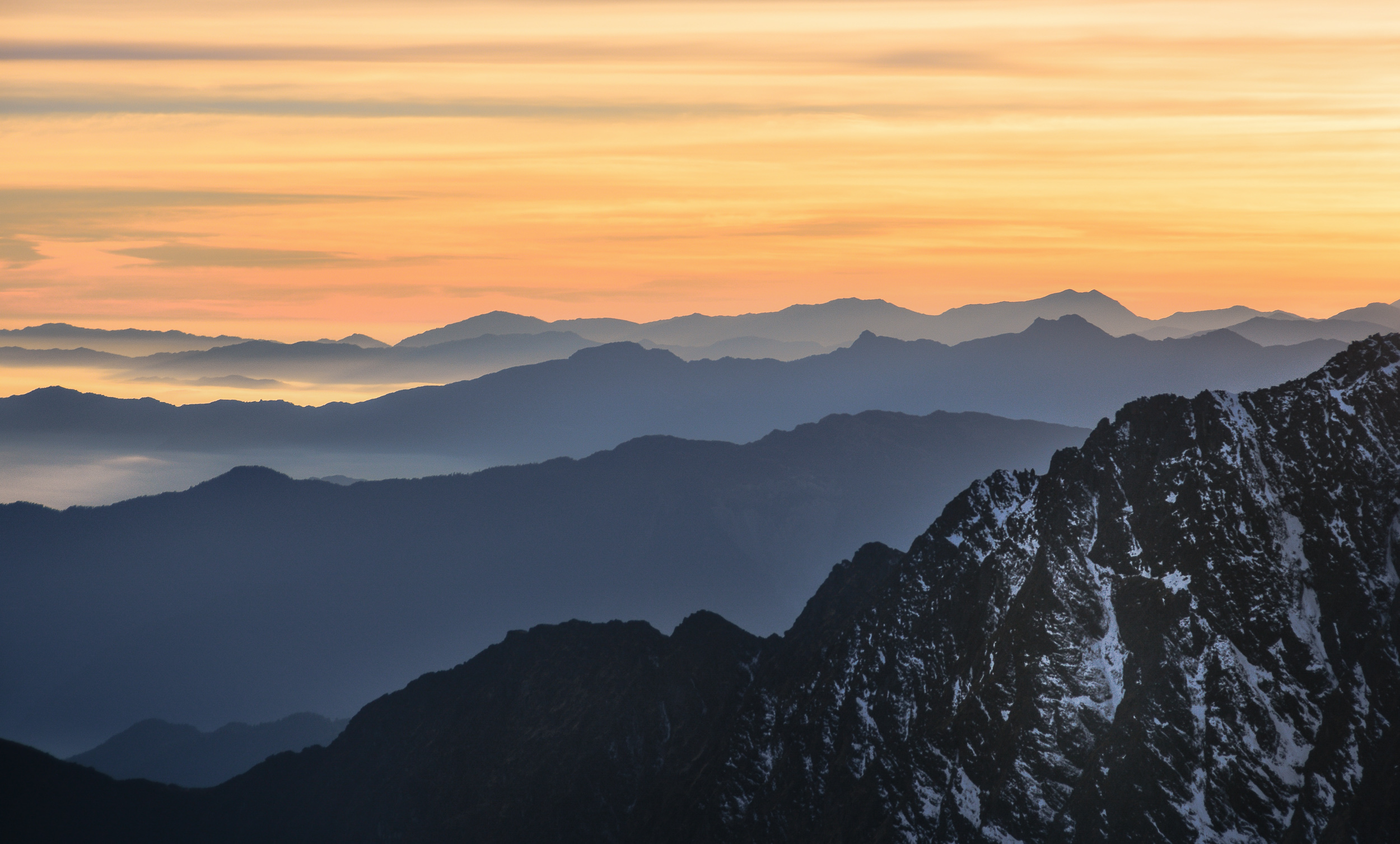
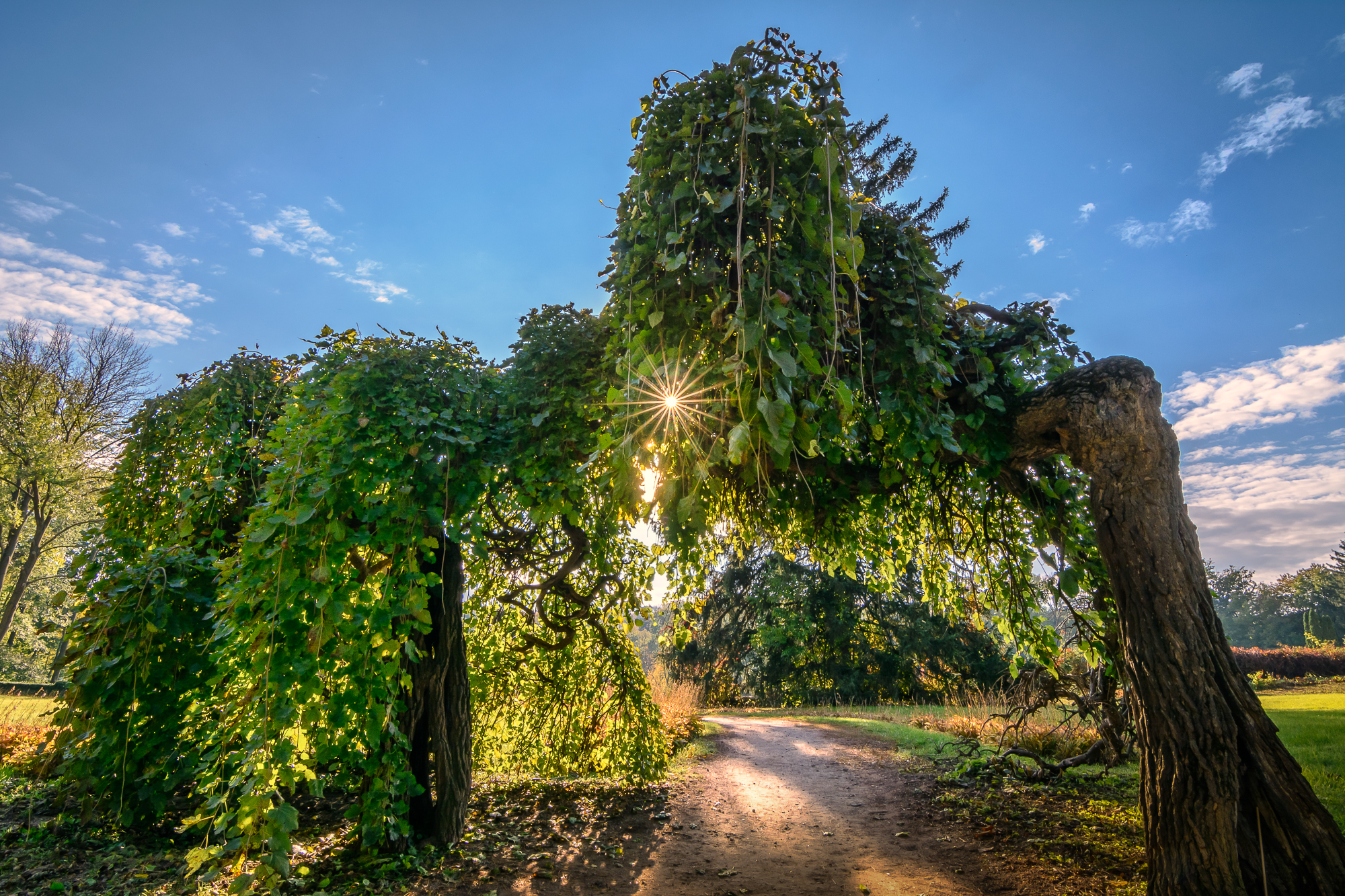
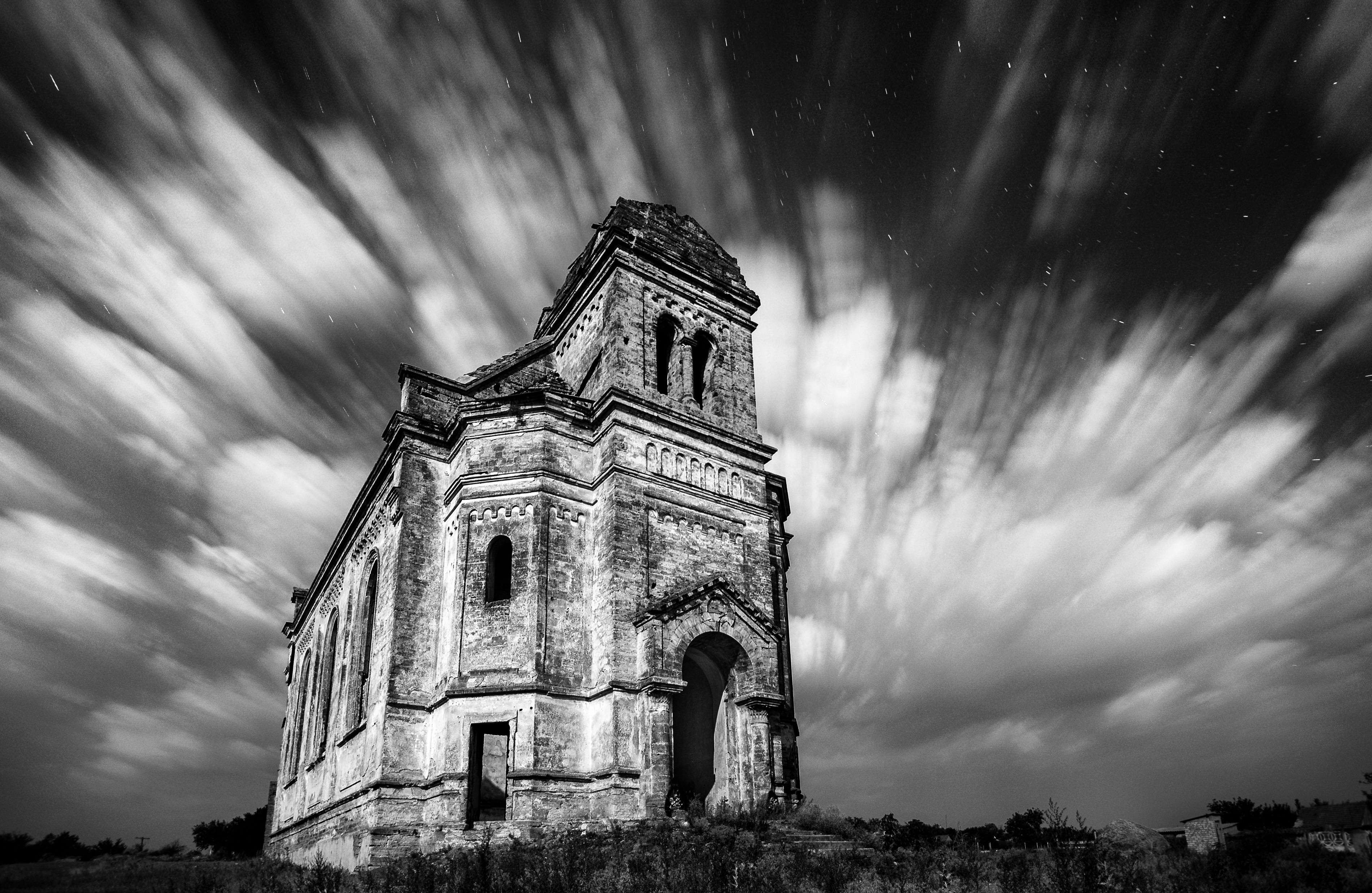
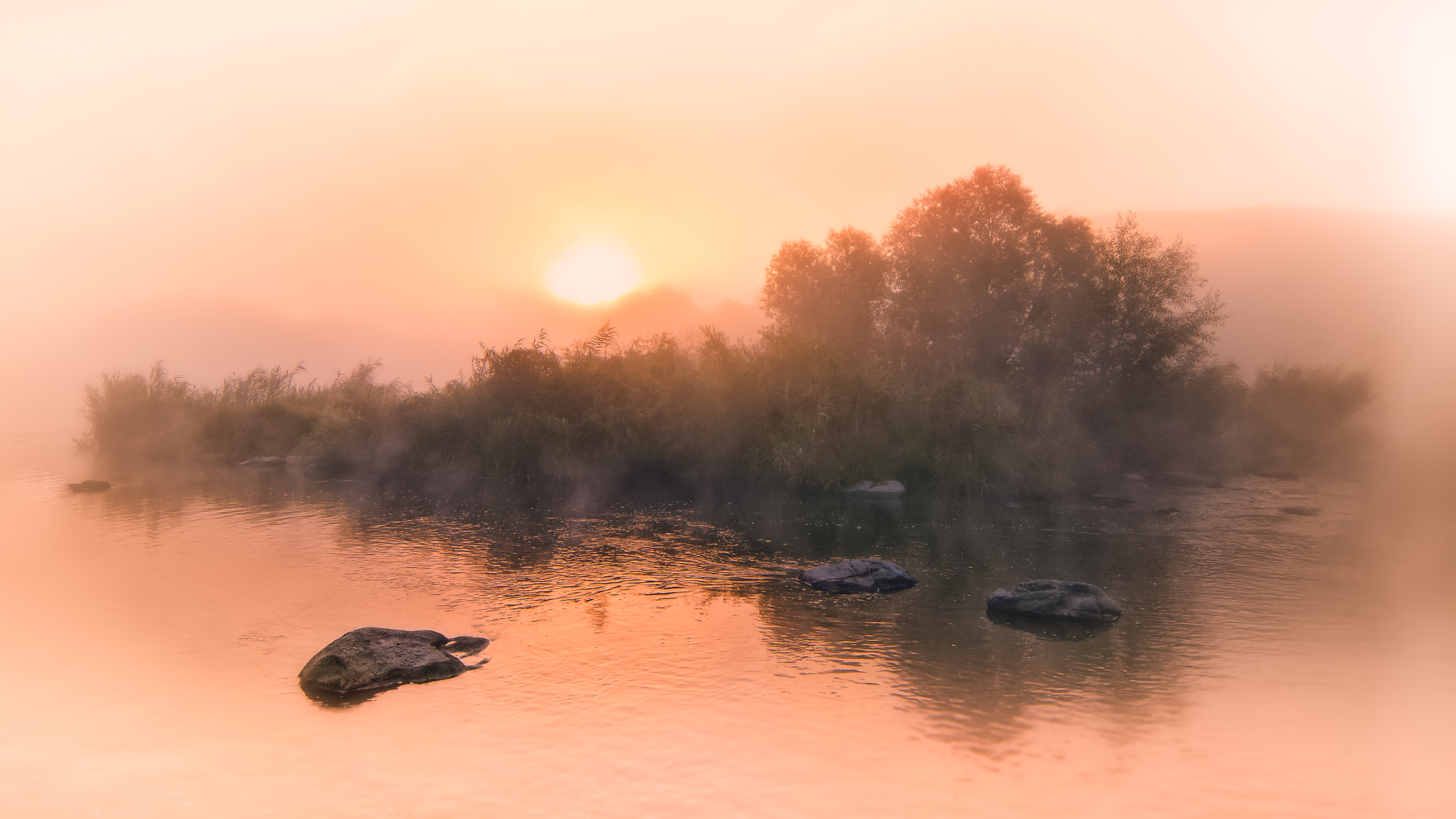
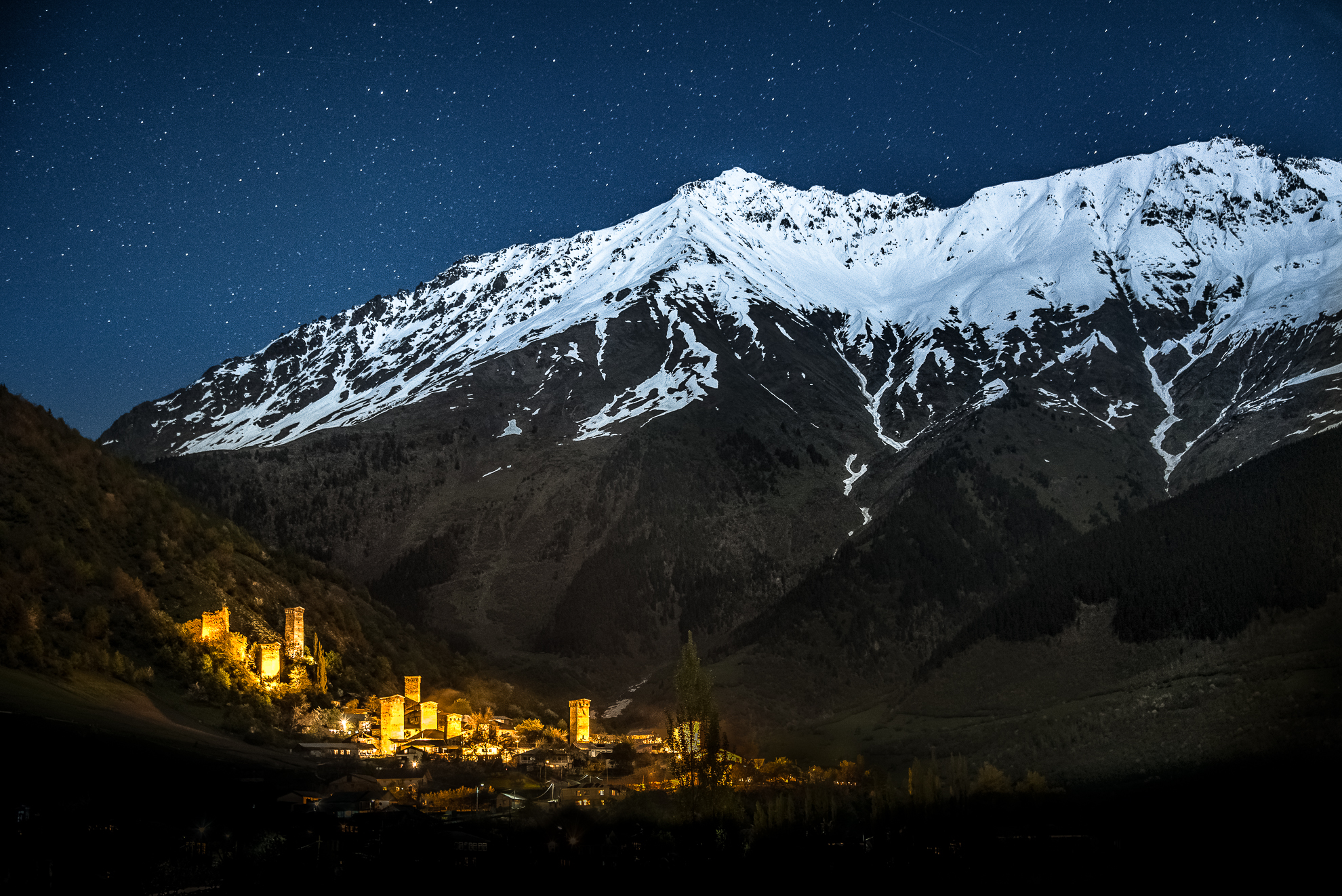